# Marquesado de Onteiro
El marquesado de Onteiro es un título nobiliario español creado por la reina regente María Cristina de Habsburgo Lorena y concedido, en nombre de Alfonso XIII, a Leónides García San Miguel y Zaldúa el 3 de julio de 1890 por real decreto y el 15 de julio de 1891 por real despacho.

## Marqueses de Onteiro
|                           | Titular                                           | Periodo                   |
| Creación por Alfonso XIII | Creación por Alfonso XIII                         | Creación por Alfonso XIII |
| ------------------------- | ------------------------------------------------- | ------------------------- |
| I                         | Leónides García San Miguel y Zaldúa               | 1891-1940                 |
| II                        | Luis Rodríguez-Casanova y Travesedo               | 1952-1985                 |
| III                       | Florentín Rodríguez-Casanova y González del Valle |                           |

## Historia de los marqueses de Onteiro
La lista de los marqueses de Onteiro, junto con las fechas en las que sucedieron sus titulares, es la que sigue:
- Leónides García San Miguel y Zaldúa, I marquesa de Onteiro, hija de los marqueses de Teverga.

Se casó con Florentín Rodríguez Casanova. El 22 de febrero de 1952 le sucedió su nieto, hijo de Florentín Rodríguez-Casanova y García San Miguel y de María del Perpetuo Socorro Travesedo y García-Sancho, XI marquesa de Guevara:
- Luis Rodríguez-Casanova y Travesedo. II marqués de Onteiro, XII marqués de Guevara.

Se casó con María del Pilar González del Valle y Herrero. El 3 de octubre de 1988, tras convocatoria cursada el 19 de septiembre de 1986 (BOE del 21 de octubre) y orden del 5 de julio de 1988 (BOE del 9 de agosto) para que se expidiese la correspondiente carta de sucesión, le sucedió su hijo:
- Florentín Rodríguez-Casanova y González del Valle, III marqués de Onteiro.

Se casó con Macarena Moreno y Cabrera.